# Pedro Gil de Tejada (obraz Francisca Goi)
Pedro Gil de Tejada – obraz olejny hiszpańskiego malarza Francisca Goi. Portret przedstawiający bankiera Pedra Gila de Tejadę znajduje się w prywatnej kolekcji spadkobierców hrabiny de Ampudia w Madrycie.

## Okoliczności powstania
Lata 90. XVIII wieku były dla Goi okresem transformacji stylistycznej i intensywnej aktywności malarskiej. Obraz powstał ok. 1794–1795 roku, zaledwie dwa lub trzy lata po ataku ciężkiej choroby, w wyniku której Goya prawie rok walczył ze śmiercią, paraliżem i ślepotą. Doszedł do zdrowia tylko częściowo, pozostał jednak głuchy do końca życia. Szybko wrócił do pracy, mimo że nadal odczuwał następstwa choroby. Starał się przekonać kręgi artystyczne, że choroba nie osłabiła jego zdolności malarskich, gdyż plotki o jego ułomności mogły poważnie zaszkodzić dalszej karierze. Zaczął pracować nad obrazami gabinetowymi niewielkich rozmiarów, które nie nadwerężały jego fizycznej kondycji. Choroba przerwała także jego cieszącą się powodzeniem pracę portrecisty, do której powrócił z zaostrzonym zmysłem obserwacji, być może spotęgowanym przez utratę słuchu. Goya malował członków rodziny królewskiej, arystokracji, burżuazji, duchownych, polityków, bankierów, wojskowych oraz ludzi związanych z kulturą. Często portretował też swoich przyjaciół z kręgu liberałów i ilustrados.
Tożsamość mężczyzny przedstawionego na portrecie nie jest pewna. Tradycyjnie jest identyfikowany jako hiszpański bankier Pedro Gil de Tejada y del Saz (1741–1808). Gil de Tejada pochodził z północnego regionu Hiszpanii La Rioja. Dzięki rodzinnym koneksjom zaczął pracę w nowo powstałym Banku San Carlos w Madrycie, założonym przez króla Karola III w 1782 roku. Wkrótce awansował i zaprzyjaźnił się z ekonomistą i politykiem Gasparem Melchorem Jovellanosem. Dzięki tej przyjaźni znalazł się kręgu intelektualnej elity madryckiego społeczeństwa. W 1784 roku Jovellanos został mianowany dyrektorem Madryckiego Towarzystwa Ekonomicznego, a Gil de Tejada został jednym z jego doradców. W 1799 roku został mianowany dyrektorem banku w prowincji León, stanowisko to pełnił do 1807 roku. Pomimo swojego wieku (miał sześćdziesiąt siedem lat) przyłączył się do ludowego powstania przeciwko francuskiej okupacji 2 maja 1808. Został ranny w zamieszkach i zmarł w wyniku odniesionych ran.
Gil de Tejada był w swojej początkowej karierze wspierany nie tylko przez Jovellanosa, ale także przez księcia i księżną Osuny. Książęta byli ważnymi mecenasami Goi, na przeciągu lat malarz wykonał dla nich około 30 dzieł. Indywidualne portrety książąt powstały w 1795 roku, w zbliżonym czasie do domniemanego portretu Gila de Tejady. Książę Osuny kupił portret bankiera.

## Opis obrazu
Goya przedstawił Gila de Tejadę w półpostaci, na neutralnym tle, siedzącego na pozłacanym drewnianym krześle obitym czerwonym jedwabiem. Ma na sobie ciemny surdut, spod którego wystają koronkowe mankiety i żabot białej koszuli. Na głowie nosi perukę. Dłonie są jedynie zaznaczone. Światło padające z górnego, lewego rogu, oświetla twarz modela. Charakterystyczną cechą portretów Goi jest nie tylko uchwycenie podobieństwa przedstawianej postaci, ale także jej charakteru. Finansista jawi się jako spokojna, przystępna i szczera osoba. Goya zastosował szybkie i zdecydowane pociągnięcia pędzlem, bez dbałości o szczegóły.

## Proweniencja
Portret należał do IX księcia Osuny i jego spadkobierców aż do czasów współczesnych, kolejno: X księcia Osuny, XI księcia Osuny, XII księcia Osuny, XVI księcia del Infantado, XVII księcia del Infantado (zm. 1947), hrabiny de Ampudia (zm. 2008). Obecnie należy do spadkobierców hrabiny.